# Бернхард фон Насау-Байлщайн
Бернхард фон Насау-Байлщайн (на немски: Bernhard von Nassau-Beilstein; * ок. 1479/1485, Либеншайд; † 10 май 1556, Либеншайд) е от май 1499 г. до смъртта си съ-граф на Насау-Байлщайн и в Либеншайд (1533 – 1556). Той е ланддрост на Херцогство Вестфалия.

## Живот
Той е третият син на граф Хайнрих IV (1449 – 1499) и съпругата му графиня Ева фон Сайн (1455 – 1525), дъщеря на граф Герхард II фон Сайн (1417 – 1493) и Елизабет фон Зирк (1435 – 1489).
Бернхард не се жени. От 1499 г. Бернхард е граф на Насау-Байлщайн заедно с по-големия си брат Йохан II († 1513) и от 1533 г. с племенника си Йохан III, който го наследява през 1556 г.
През 1533 г. Бернхард получава замък Либеншайд и имоти в господството Вестервалд. Той започва служба в Курфюрство Кьолн и вероятно преди 1542 г. е дрост в Херцогство Вестфалия. Известно време той управлява Графство Сайн като опекун на малолетните деца на Йохан V фон Сайн († 1529).